# Eva Lips

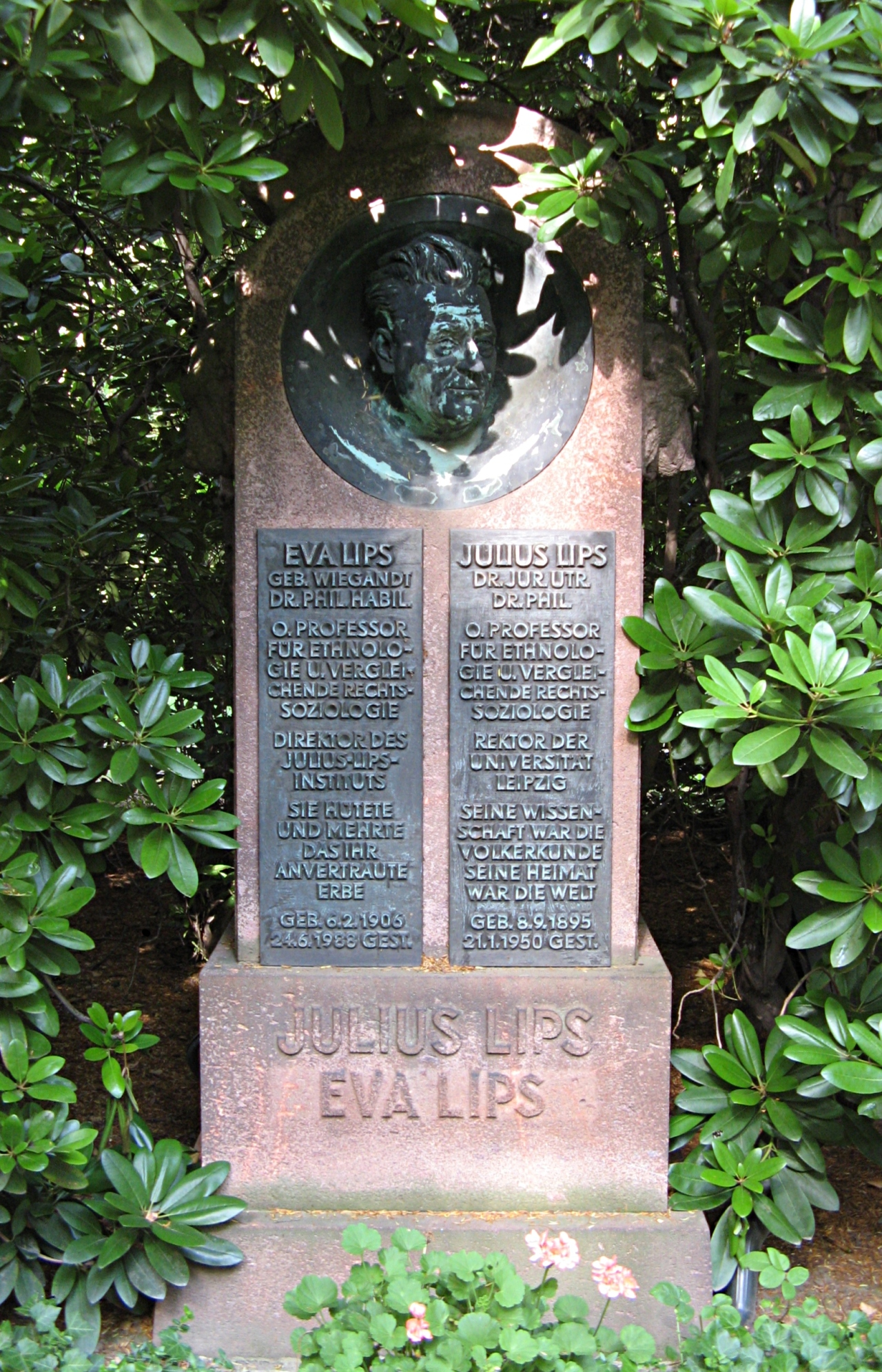
Grabstein von Eva Lips und ihrem Mann Julius Lips auf dem Leipziger Südfriedhof

Eva Lips (* 6. Februar 1906 in Leipzig; † 24. Juni 1988 ebenda) war eine deutsche Professorin für Ethnologie und Vergleichende Rechtssoziologie. Sie setzte sich insbesondere für die Vermittlung eines realistischen Bildes der nordamerikanischen Indianer ein.

## Werdegang
Eva Lips wurde als zweites Kind des Leipziger Verlegers Ernst Wiegandt geboren. Als Schülerin las sie Buchmanuskripte, die ihr Vater zum Verlegen erhalten hatte. In dieser Zeit erlernte sie auch das Korrekturlesen von Texten. Am 7. Januar 1923 erschien ihr erster selbst verfasster Text mit dem Titel „Die Seele der Kakteen“ im Leipziger Tageblatt. Eva Lips hatte eine Vorliebe für Kakteen. Im Jahr 1923 erreichte sie die Obersekundareife an einer Mädchenschule. Sie interessierte sich besonders für die Fächer Deutsch und moderne Fremdsprachen.

## Emigration
Am 15. September 1925 heiratete sie den wesentlich älteren Julius Lips, der Psychologie, Völkerkunde und Jura in Leipzig studiert hatte, und ging mit ihm nach Köln, wo er eine Anstellung am Rautenstrauch-Joest Museum erhielt (1928 Direktor). Julius Lips wurde nach der Machtübernahme der Nationalsozialisten 1933 aus dem Universitäts- und Museumsdienst entlassen und emigrierte 1934 nach Frankreich, wohin Eva ihm bald folgte. Gemeinsam verließen sie Europa im Mai 1934 und wanderten in die USA aus, da sie und ihr Mann, ein SPD-Mitglied, sich energisch gegen den unverhüllten Rassismus in der Völkerkunde positionierten. Um die Jahreswende 1933/34 erfolgte die Aberkennung der deutschen Staatsangehörigkeit. Das Vermögen der Eheleute wurde eingezogen, ihr Haus in Köln-Klettenberg enteignet. Ebenfalls um die Jahreswende 1933/34 erhielt Julius Lips eine Depesche aus New York, die ihn als Professor für Völkerkunde und Recht an die Columbia University berief. Dort wurde Eva Lips seine engste Mitarbeiterin.

## Forschung und Widerstand
Als Julius Lips' Assistentin begegnete Eva Lips das erste Mal Indianern und trug in den darauffolgenden Jahren dem ethnologischen Studium der Montagnais-Naskapi und der Ojibwa Wesentliches bei. Eva Lips und ihr Mann wirkten außerdem mit großem Engagement im antifaschistischen Widerstand und knüpften enge Kontakte zu anderen Emigranten (u. a. Heinrich Mann und Thomas Mann, Albert Einstein). Neben ihrer wissenschaftlichen Arbeit machte sich Eva Lips auch einen Namen als Schriftstellerin, mit den romanhaften autobiographischen Werken "Savage Symphony. A personal Record of the Third Reich" (1938) und "Rebirth in Liberty" (1942).

## Lehre
Im Oktober 1948 kehrten Eva und Julius Lips nach Leipzig zurück, wo Julius das Ordinariat für Ethnologie und vergleichende Rechtssoziologie der Universität Leipzig übernahm. Unmittelbar nach Julius Lips' Tod, im Januar 1950, wurde Eva Lips, 44-jährig, im April 1950 die Geschäftsleitung des Instituts übertragen, das unter ihrer Leitung in "Julius-Lips-Institut für Völkerkunde und Vergleichende Rechtssoziologie" umbenannt wurde.
Lips promovierte, betreut von Ferdinand Hestermann, erst nach ihrer Berufung am 3. März 1951 mit einer Dissertation zu „Wanderungen und Wirtschaftsformen der Ojibwa-Indianer“. 1954 habilitierte sich Eva Lips und erhielt die Lehrbefugnis für Ethnologie und vergleichende Rechtssoziologie. Ihre Habilitationsschrift erschien 1956 unter dem Titel „Die Reisernte der Ojibwa-Indianer. Wirtschaft und Recht eines Erntevolkes“. Sie wurde 1960 zur Professorin mit vollem Lehrauftrag und 1966 zur Professorin mit Lehrstuhl ernannt. Im selben Jahr wurde sie emeritiert.
1987 wurde Eva Lips die Ehrenmitgliedschaft der Deutschen Gesellschaft für Völkerkunde verliehen. Im darauffolgenden Jahr starb sie am 24. Juni.

## Schriften (Auswahl)
- "What Hitler did to us: a personal record of the Third Reich", London, Michael Joseph Ltd., 1938. In USA als "Savage symphony", New York, Random House, 1938.
- Die Reisernte der Ojibwa-Indianer: Wirtschaft und Recht eines Erntevolkes, Berlin, Akademie-Verlag, 1956.
- Das Indianerbuch. F. A. Brockhaus, Leipzig 1956 (sechs Auflagen bis 1980 sowie Übersetzungen in mehrere Sprachen)
- Weisheit zwischen Eis und Urwald. Vom Humor der Naturvölker, Leipzig, Brockhaus, 1959.
- Nicht nur in der Prärie …: Von der Vielfalt der Indianer Nordamerikas, Leipzig, Brockhaus, 1974.
- Sie alle heißen Indianer. Mit Illustrationen von Gerhard Lahr, Der Kinderbuchverlag Berlin, 1974, 240 Seiten (sieben Auflagen bis 1987 sowie Übersetzungen ins Finnische, Niederländische und Dänische).